# Circ de la Safor
El circ de la Safor (o de l'Assafor) és una formació muntanyosa a la serra de la Safor, al País Valencià.
Es tracta d'un relleu ben peculiar i gens habitual en terres valencianes que recorda als circs glacials de latituds més nòrdiques. És una espectacular graderia amb imponents crestes que arriben als 1.012 msnm a l'Alt de la Safor. Aquesta morfologia fou causada per un gran enfonsament de les dolomies cretàcies, molt carstificades, que la formen. Aquest enfonsament, afavorit pels nivells margosos subjacents i per l’erosió del riu d’Alcoi, va donar origen a l'anomenat circ, amb desnivells notables i pendents molt accentuats. No es tracta doncs ni d'una formació volcànica ni d'origen glacial, com pot recordar per la seua estructura.
El conjunt presenta una forma de ferradura oberta cap al nord amb una longitud màxima d'uns 2,4 quilòmetres (de sud a nord) i una amplada de 2 km (d'est a oest). Des de l'Alt de la Safor a la Pedrera Gran (200 m) hi ha un desnivell superior als 800 m, amb un fort pendent amb un valor mitjà d'un 44%, valor que, en la part més alta, especialment entre els 750 m i el cim, augmenta de forma espectacular, acostant-se a la vertical, fet que contribuïx a donar espectacularitat al paratge.
La cresta del circ discorre pels límits municipals de Vilallonga (la Safor) amb la Vall de Gallinera (Marina Alta). L'Orxa, a l'oest, fita en el cim de l'Alt de la Safor.